# Krahule
Krahule (em alemão:  Blaufuß; em húngaro:  Kékellő, até 1899: Blaufusz) é um município da Eslováquia localizado no distrito de Žiar nad Hronom, região de Banská Bystrica. É a única municipalidade na Eslováquia que usa oficialmente a língua alemã junto com a língua eslovaca.

## Demografia
| Ano:        | 1994 | 2004   | 2014    | 2024    |
| ----------- | ---- | ------ | ------- | ------- |
| Broj ljudi: | 150  | 155    | 192     | 253     |
| Razlika:    |      | +3,33% | +23,87% | +31,77% |

| Ano:               | 2023 | 2024   |
| ------------------ | ---- | ------ |
| Número de pessoas: | 259  | 253    |
| Diferença:         |      | -2,31% |